# Wolica Uchańska
Wolica Uchańska – wieś w Polsce położona w województwie lubelskim, w powiecie zamojskim, w gminie Grabowiec.
W latach 1975–1998 miejscowość administracyjnie należała do województwa zamojskiego.
Wieś jest sołectwem w gminie Grabowiec. Według Narodowego Spisu Powszechnego z roku 2011 wieś liczyła 151 mieszkańców.
II Wojna Światowa
W dniu 13-06-1944 r. hitlerowcy spacyfikowali wsie Skomorochy Wielkie i Wolicę Uchańską częściowo je paląc i mordując 5 osób.
Wierni Kościoła rzymskokatolickiego należą do parafii św. Mikołaja w Grabowcu.

## Zabytki
Na skraju wsi od strony Skierbeszowa znajduje się cmentarz wojenny z mogiłami żołnierzy austriackich i polskich którzy zginęli w czasie I Wojny Światowej. Cmentarz wpisany do rejestru zabytków pod numerem rejestracyjnym: A/1525 z 7.10.1987